# Acerpenna macdunnoughi
Acerpenna macdunnoughi är en dagsländeart som först beskrevs av Ide 1937.  Acerpenna macdunnoughi ingår i släktet Acerpenna och familjen ådagsländor. Inga underarter finns listade i Catalogue of Life.